# Grupa 11 din tabelul periodic
Grupa 11, după numerotarea modernă a IUPAC, este o grupă de elemente chimice din tabelul periodic, care cuprinde cuprul (Cu), argintul (Ag) și aurul (Au). Roentgeniul (Rg) a fost și el adăugat în această grupă, însă nu s-au efectuat încă experimente chimice care să confirme comportarea ca un omolog mai greu al aurului. Împreună cu grupele de la 3 la 12, grupa 11 formează blocul d (proprietățile lor sunt determinate de prezența electronului distinctiv în orbitalul d al penultimului nivel energetic).

## Istoric
Toate elementele grupei, cu excepția roentgeniului, au fost cunoscute încă din preistorie, deoarece toate acestea apar în formă metalică în natură și nu sunt necesare procese metalurgice pentru a le produce.

## Elemente
| Denumirea elementului                                             | Cupru1 Cu | Argint1 Ag | Aur1 Au    | Roentgeniu2 Rg |
| ----------------------------------------------------------------- | --------- | ---------- | ---------- | -------------- |
|                                                                   |           |            |            |                |
| Număr atomic (Z)                                                  | 29        | 47         | 79         | 111            |
| Masă atomică (A)                                                  | 63,546    | 107,8682   | 196,966569 | [282]3         |
| 1 Element primordial; 2 Element sintetic; 3 Cel mai stabil izotop |           |            |            |                |

### Caracteristici
Asemenea altor grupe, elementele grupei 11 prezintă modele în configurația electronică, în special în straturile periferice, ceea ce duce la tendințe în comportarea chimică:
| Z   | Element    | Nr. de electroni/strat         |
| --- | ---------- | ------------------------------ |
| 29  | Cupru      | 2, 8, 18, 1                    |
| 47  | Argint     | 2, 8, 18, 18, 1                |
| 79  | Aur        | 2, 8, 18, 32, 18, 1            |
| 111 | Roentgeniu | 2, 8, 18, 32, 32, 18, 1 (est.) |

Toate elementele grupei 11 sunt metale relativ inerte, rezistente la coroziune. Cuprul și aurul sunt colorate. Aceste elemente au rezistență electrică scăzută, astfel că sunt folosite în cablare. Cuprul este cel mai ieftin și cel mai folosit. Firele de legătură pentru circuitele integrate sunt, de obicei, din aur. Cablurile din argint și cupru suflat cu argint se găsesc în unele aplicații speciale.

### Stare naturală
În natură, cuprul se găsește în stare pură sau sub formă de combinații în diferite minerale. Cele mai importante minerale sunt: calcozina (Cu2S, 79,8% Cu), calcopirita (CuFeS2, 34,75% Cu), bornitul (3Cu2S·FeS2·FeS, 63,3% Cu), covelina (CuS, 66,5% Cu) și cupritul (Cu2O, 88,8% Cu). Cuprul se mai găsește și în alte minerale precum: melaconitul (CuO), malachitul (Cu2CO3(OH)2), azuritul (Cu3(CO3)2(OH)2) și crisocolul. Argintul se găsește în stare pură, în aliaj cu aurul (electrum) și în minerale care conțin sulf, arsen, stibiu și clor (ex.: argentit (Ag2S), clorargirită (AgCl), pirargirită (Ag3SbS3) etc.). Argintul se extrage prin metoda Parkes.